# René Pierre
René Pierre est une entreprise française fondée en 1952 à Ranchot, dans le Jura, par René Pierre. L'entreprise s'est vite déplacée à Crissey, près de Chalon-sur-Saône où elle est toujours établie. Son activité principale est la réalisation de billards, puis de produits de divertissements (baby-foot, bornes d'arcade dans les années 1970 et 80, flipper, jukebox...).

## Histoire

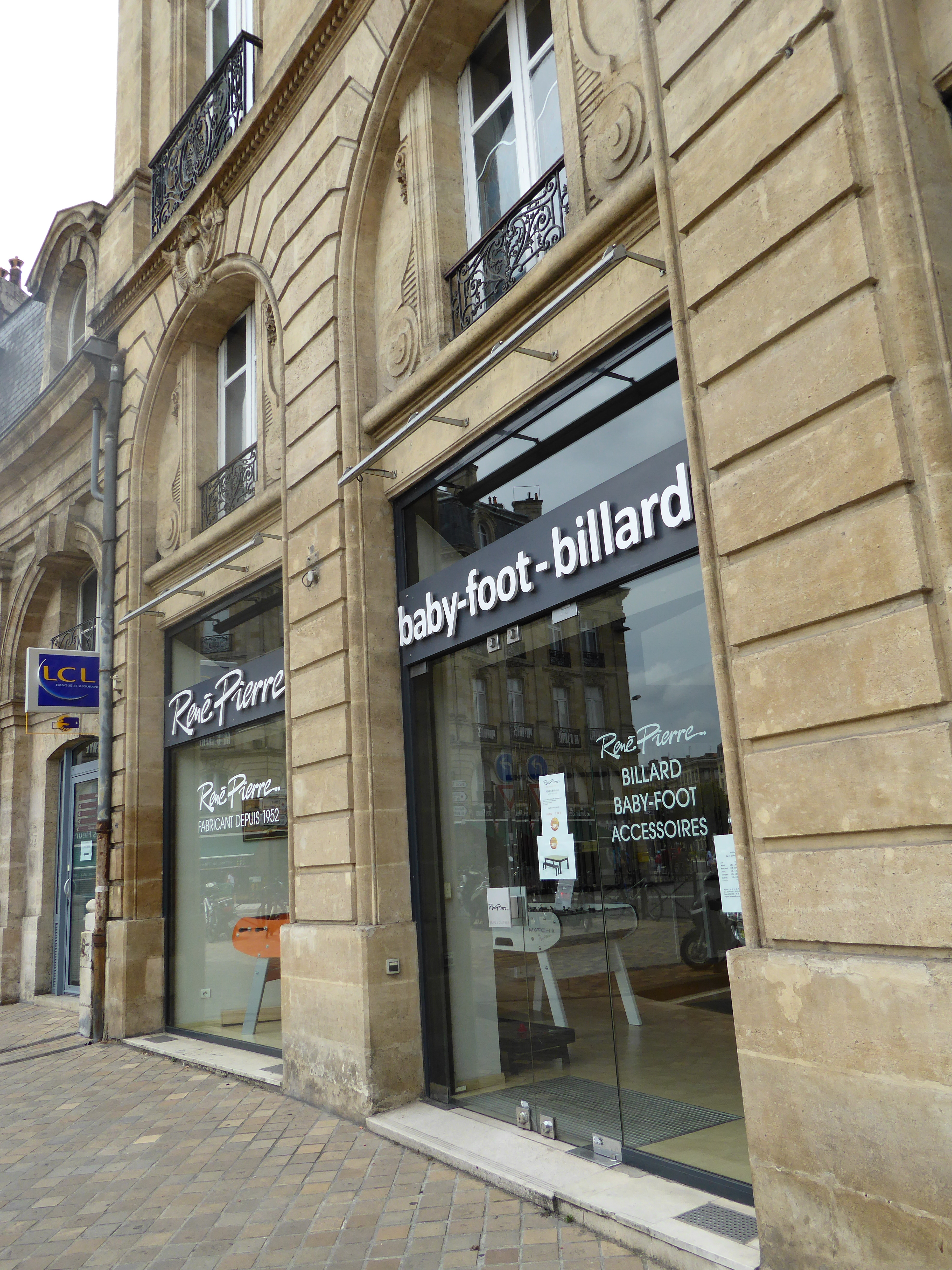
Magasin René Pierre

En 1952, René Pierre crée sa société à Ranchot, un village situé dans le Jura. Installé dans un garage, il y fait fabriquer des baby-foots, vendus dans le nord de la France. En avril, la commune de Ranchot lui propose une ancienne saboterie où il commence son métier en investissant dans une machine à bois, pour fabriquer des baby foots et des billards golf.
En 1953, il acquiert un terrain pour y construire une petite usine de 180m², qu’il ne cessera d’agrandir au fil des années face à une demande croissante. La gamme de baby-foots, de billards et de juke-box, réputée pour sa solidité et le grand plaisir procuré à la clientèle est vendue à des professionnels exploitant ces nouveaux jeux dans tous les cafés de France. L’usine de Ranchot devient vite trop petite.
René Pierre fait alors construire un nouveau site de 8 000 m² à Chalon-sur-Saône (Saône-et-Loire), plus proche des grands axes. Il décide également de conserver le site Jurassien de Ranchot, qui sera alors spécialisé dans le stockage et la coupe du bois. La société connaît dès lors une forte expansion en France et à l’étranger qui lui permet de devenir rapidement leader dans son domaine.
Concentrée à ses débuts sur la vente aux professionnels des cafés, la société décide dorénavant de proposer ses produits aux particuliers. Elle crée donc en 1977, un magasin à Paris dont le succès l’incite à ouvrir d’autres points de vente à Lyon, Chalon-sur-Saône et plus récemment à Bordeaux.

## Fabrication
Tous les billards et baby-foot de la gamme René Pierre sont fabriqués en France, à l'usine de Chalon-sur-Saône.

## Évolutions du marché
René Pierre, depuis sa création, est restée une entreprise familiale, avec 100% de capitaux détenus par la famille.
Après un changement stratégique dans les années 1980 avec le premier billard et baby-foot pour particulier, l'entreprise se lance dans la grande distribution dans les années 1990 en proposant notamment ses modèles à de grandes enseignes telles que Carrefour.
En 2013, face à l'importance d'Internet dans le comportement d'achat, la société René Pierre décide de créer son premier site d'achat en ligne, en proposant à la vente digitale des billards et baby-foot personnalisables.

## Produits
La société René Pierre SA fabrique et commercialise:
- Des billards américains, français, pool anglais et snooker: avec ou sans monnayeur
- Des billards mixtes ( Brevet n°9305943 de Mai 1995)
- Des billards transformables en tables
- Des billards personnalisables
- Des baby-foot avec ou sans monnayeur
- Des baby-foot design
- Des billards et baby-foot d'extérieur
- Des accessoires de billard et baby-foot
- Des Juke box
- Des flippers
- Des bornes d'arcade

## Implantation
En France:
- Usine, siège social et showroom à Chalon-sur-Saône (Saône-et-Loire)
- Magasin René Pierre à Paris
- Magasin René Pierre à Lyon (Rhone)
- Magasin René Pierre à Bordeaux (Gironde)